# Håvard Bøkko
Håvard Bøkko, né le 2 février 1987 à Hønefoss, est un patineur de vitesse norvégien. Au cours de sa carrière, il a notamment remporté le classement du combiné 5000 m / 10000 m lors de la saison 2008 en coupe du monde, il récidive en 2010. En 2012, cette fois ci il gagne la coupe du monde du 1500 m. Dans les grands championnats, il connait aussi du succès, avec une médaille de bronze olympique obtenue en 2010 sur le 1500 mètres, distance sur laquelle il est champion du monde en 2011. Il compte également cinq podiums aux Mondiaux toutes épreuves.

## Palmarès

### Jeux olympiques d'hiver
| Épreuve / Édition   | 500 mètres | 1 000 mètres | 1 500 mètres                        | 5 000 mètres | 10 000 mètres | Mass start | Poursuite par équipes          |
| JO 2006 Turin       | —          | —            | Ab                                  | —            | —             | —          | 4e                             |
| JO 2010 Vancouver   | —          | 19e          | Médaille de bronze, Jeux olympiques | 4e           | 5e            | —          | 4e                             |
| JO 2014 Sotchi      | —          | 19e          | 6e                                  | 9e           | —             | —          | 5e                             |
| JO 2018 Pyeongchang | —          | —            |                                     | 18e          | 11e           |            | Médaille d'or, Jeux olympiques |

Légende :
- : première place, médaille d'or
- : deuxième place, médaille d'argent
- : troisième place, médaille de bronze
- : pas d'épreuve
- — : Non disputée par le patineur
- DSQ : disqualifiée

### Championnats du monde simple distance
- Médaille d'argent en 2009 sur le 5000 m.
- Médaille d'argent en 2009 sur le 10000 m.
- Médaille d'or en 2011 sur le 1500 m.

#### Championnats du monde toutes épreuves
- Médaille d'argent en 2008.
- Médaille d'argent en 2009.
- Médaille de bronze en 2010.
- Médaille d'argent en 2011.
- Médaille d'argent en 2013.

#### Championnats d'Europe toutes épreuves
- Médaille de bronze en 2006.
- Médaille d'argent en 2008.
- Médaille d'argent en 2009.
- Médaille de bronze en 2012.
- Médaille de bronze en 2013.
- Médaille de bronze en 2014.

#### Coupe du monde
- Vainqueur du classement du 5 000 m / 10 000 m en 2008.